# Knottblomster
Knottblomster (Microstylis monophyllos) är en växtart i familjen orkidéer. 

## Utseende
Knottblomster är en liten, oansenlig gulgrön växt. Som regel är den runt 10 centimeter hög. Den har flera tiotal små gulgröna blommor i ett smalt ax. Längst ned har knottblomster 1–2 breda blad.
Knottblomster står som regel enstaka eller i små grupper. Antalet blommande individer varierar kraftigt från år till år. 

## Växtplats
Knottblomster växer bara i kalkrika kärr och förekommer i mellersta och norra Sverige.